# Усмирителна риза
Усмирителната риза е вид болнично облекло, специална дреха за обездвижване на ръцете, а понякога и на краката.
Използва се в медицината за контролиране на двигателната активност на душевно болни. Може да бъде използвана и в затворите и отрезвителните. Усмирителните ризи се различават съществено в зависимост от страната и производителя.
Изобретена е във Франция през 1770 година. До началото на XX век усмирителната риза е задължителен атрибут на всяка психиатрична болница, но с развитието на модерните средства за лечение и ефективни лекарствени препарати, употребата ѝ е сведена до минимум.
Усмирителната риза представлява интерес и сред илюзионистите в миналото, които успяват да се освободят от нея самостоятелно. Един от тях е Хари Худини.